# Le Cheval de vent
Pour plus de détails, voir Fiche technique et Distribution.
Le Cheval de vent (Aoud rih) est un film marocain réalisé par Daoud Aoulad-Syad, sorti en 2001.
Il est présenté en compétition au Festival des trois continents 2001 où il remporte le Prix du Jury Jeune.

## Fiche technique
- Titre original : Aoud rih
- Titre français : Le Cheval de vent
- Réalisation : Daoud Aoulad-Syad
- Scénario : Ahmed Bouanani
- Pays d'origine : Maroc
- Format : Couleurs - 35 mm
- Genre : drame
- Durée : 88 minutes
- Date de sortie : 2001

## Distribution
- Mohamed Majd : Tahar
- Faouzi Bensaïdi : Driss
- Saâdia Azgoune : Mina
- Mohamed Choubi : Mestafa

## Prix
- Prix du Jury Jeune au Festival des trois continents 2001.